# Gudhjem Museum
Gudhjem Museum  er et museum i en nedlagt og fredet stationsbygning i den nordbornholmske by Gudhjem. Den oprindelige stationsbygning er fra 1916 og tegnet af arkitekterne Kay Fisker og Aage Rafn. Den var en af stationerne på Gudhjembanen, der var en forlængelse af Nexøbanens sidebane til Almindingen.
Efter banens nedlæggelse i 1952 fungerede bygningen som rutebilstation indtil nedlæggelsen af De Bornholmske Jernbaner i 1968, hvor Gudhjem By- og Mindeforening købte den for "... at imødegå den omsiggribende 'is- og pølsekultur' i Gudhjem. ..." 
Bygningen med to murede piller og mønsterbelægning blev fredet 1984.
Den 11. maj 1990 blev en ny udstillingsbygning indviet, og museet fik doneret ganske betydelige gaver i form af kunstværker. Året efter kunne man fuldende projektet med en ny hovedindgang med publikumsfaciliteter i den gamle stationsbygning. I dag danner udstillingsbygningen ramme om et antal skiftende kunstudstillinger hen over året, mens den fredede stationsbygning rummer lokalhistorien.
Foran museet findes en skulpturpark med værker af kunstnerne Ole Christensen, Inge Lise Westmann, Julie Høm og Jun-Ichi Inoue. I 2021 blev der etableret sommerfuglehabitat med vilde blomster på en 1,5 ha. stor mark i tilknytning til skulpturhaven. Et stisystem i marken giver mulighed for spadsereture i området.